# Mutaciones (libro)
Mutaciones es un libro escrito por el arquitecto Rem Koolhaas, entre otros, y editado por la Editorial Actar en el año 2000.
Ya se ha convertido en todo un clásico del urbanismo, pues reflexiona sobre el fenómeno de las rápidas mutaciones urbanas.
Se han vendido más de 33.000 ejemplares, en ediciones en español, francés e inglés.

## Resumen
Mutaciones es una reflexión en torno a las transformaciones que la aceleración de los procesos de urbanización inflige en el medio ambiente y en la arquitectura. El libro está organizado como un atlas/estudio de los paisajes urbanos contemporáneos. «Pearl River Delta» (de Rem Koolhaas y Harvard Project on the City) se ocupa de la velocidad extrema de urbanización en las antiguas regiones rurales alrededor de Hong Kong. «USE» (Uncertain States of Europe, un proyecto de Stefano Boeri y Multiplicity) describe el final de los modelos urbanos tradicionales en Europa. Un estudio de las ciudades americanas (de Sanford Kwinter) añade a esta visión la reconsideración de la noción de infraestructura y de los poderes que definen la urbanización. «Lagos» (un estudio de Rem Koolhaas y Harvard Project on the City) es un territorio poco familiar que ofrece indicios de nuevas formas de ajuste a la globalización. «Shopping» (también de Rem Koolhaas), un proyecto sobre el fenómeno global del shopping, los centros comerciales y el consumo como actividad aglutinadora de ocio.

## Editores
Rem Koolhaas , Stefano Boeri , Sanford Kwinter , Daniela Fabricius , Hans Ulrich Obrist , Nadia Tazi
- Datos: Q6034848